# Modenäher
Modenäher sind Fachleute für die in der Kollektions- und Serienfertigung anfallenden Arbeiten in den Nähabteilungen und Musterateliers der Bekleidungsbranche. In der Teilefertigung nähen sie Taschen, Kragen, Ärmel und setzen vorgefertigte Einzelteile zusammen.

## Aufgaben und Tätigkeiten im Überblick
Modenäher arbeiten in der industriellen Fertigung von Bekleidung und Textilien aller Art. Sie sind in den Produktionsbereichen Zuschnitt, Näherei, Bügelei und Warenkontrolle tätig, meist spezialisiert auf eine Abteilung, eine bestimmte Fertigungsstufe oder auf bestimmte Produkte.
Ihr Fachgebiet erstreckt sich auf die in der Kollektions- und Serienfertigung anfallenden Arbeiten. Da die Bekleidungs- und Textilindustrie stark arbeitsteilig organisiert ist, arbeiten Modenäher meist sehr spezialisiert und in bestimmten Aufgabenbereichen, auf speziellen Maschinen. Die im Folgenden beschriebenen Aufgaben und Tätigkeiten werden deshalb in der Regel nicht von einem Modenäher nacheinander ausgeführt, sondern von mehreren Fachkräften.
Sie setzen vorgefertigte Teile zur fertigen Kleidung in den Bereichen Damen-, Herren- und Kinderoberbekleidung, Trikot- und Miederwaren zusammen. Je nach Arbeitsteilung übernehmen Modenäher vorbereitende Aufgaben wie textile Bahnen legen, Schnittschablonen auf den Stoffbahnen anbringen und einfache Zuschnittarbeiten. Sie erledigen qualifizierte Näharbeiten mit Hilfe von Spezialnähmaschinen, beispielsweise zum Schließen der Verbindungsnähte, zum Einnähen von Ärmeln und Futter, zum Auf- und Annähen von Bund, Manschetten, Taschen und Kragen.
Zwischen den einzelnen Arbeitsgängen glätten und formen sie die Textilien mittels Wärme, Dampf und Druck. Auch das Warten und Einstellen der verwendeten Spezialmaschinen und Zusatzgeräte gehört zu ihrem Aufgabenbereich.
Einer ihrer Tätigkeitsbereiche ist die Eingangskontrolle. Die gelieferten Materialien wie Stoffe, Garne und Zubehör (z. B. Knöpfe und Garniermaterial) überprüfen Modenäher auf ihre Qualität, auf georderte Mengen und Maße. Je nach Sortiment ordnen sie die Ware im Lager ein und stellen auf Anforderung Kommissionen zusammen – Stoffe, Zubehör, aber auch Hilfsmaterialien wie Nadeln, Scheren oder Maßband. Ihre Kollegen im Zuschnitt erstellen Schnittbilder nach Vorgabe. Dabei geht es darum, Schnittmusterteile so auf dem Stoff zu platzieren, dass der Abfall innerhalb des Schnittbildes möglichst gering ausfällt. Das traditionelle Verfahren dabei ist die manuelle Anordnung der Schnittschablonen direkt auf den Stoff oder auf spezielles Schnittmusterpapier. Die Schablonen werden anschließend mit Kreide oder anderen Markierungsmitteln umzeichnet bzw. auf der Stofflage festgesteckt. Dank moderner Herstellungsverfahren kann das Schnittbild heute per EDV erstellt werden – das Computerprogramm berechnet das Schnittbild mit dem höchsten Ausnutzungsgrad und legt die Schnittteile automatisch. Das Schnittbild wird abgespeichert und kann im Maßstab 1:1 durch den Plotter (eine rechnergesteuerte Zeichenmaschine) ausgedruckt werden. Die Bedienung des Plotters und die Kenntnis der zugehörigen Software gehört heute ebenfalls zu den anspruchsvollen Aufgaben des Modeschneiders.
Der nächste Arbeitsgang ist das Lagenlegen: Die Modenäher rollen die Stoffe mit Hilfe einer Legemaschine auf dem Legetisch ab, wobei die Maschine dafür sorgt, dass mehrere Lagen passgenau übereinander zu liegen kommen. Mittels einer Abschneidevorrichtung am Lagenende werden die Stoffbahnen auf die erforderliche Länge abgeschnitten. Das Schnittbild wird auf der obersten Lage aufgebracht. Mittels Bandmessermaschinen oder computergesteuerten Zuschneideautomaten schneiden Modenäher die Stoffe schnittmustergerecht zu. Exaktes Arbeiten ist hier von höchster Wichtigkeit: Die Zuschneideautomaten müssen mit den richtigen Informationen gespeist werden, damit sie zum Beispiel auch wirklich die Schnittteile in der richtigen Konfektionsgröße zuschneiden. Die teuren Stoffe müssen perfekt und fest aufeinanderliegen, damit das genaue Schneiden, auch von sehr hohen Stofflagen, gewährleistet ist. Nach dem Prüfen der Schnittausführung werden die Schnittteile für die Näherei nummeriert, etikettiert und sortiert – sofern das nicht in der Einrichterei geschieht, die z. B. auch Zutaten zusortiert und die Etiketten mit Informationen wie fortlaufender Nummer, Größennummer und sonstigen betrieblichen Daten versieht.
In der Näherei kommt es nach wie vor auf gute Fingergeschicklichkeit und technisches Verständnis an. Nähmaschinen und -automaten müssen vor dem Nähvorgang eingestellt und überprüft werden, u. a. hinsichtlich Fadenspannung, Stichlänge und Stofftransport.
In der Teilefertigung werden dann Taschen, Kragen, Ärmel und vorgefertigte Einzelteile zusammengenäht. Mittels Spezialmaschinen werden Verschlüsse und Blenden eingearbeitet, Borten, Spitzen und Applikationen angebracht.
Vor und zwischen den einzelnen Näharbeitsgängen werden die Textilien in der Bügelei geglättet und geformt. Die fertigen Kleidungsstücke werden zum Schluss noch einmal in Form gebügelt. Dabei müssen Temperatur, Dampf, Behandlungsdauer und Druck eingestellt, überwacht und reguliert werden. Modenäher in der Qualitätskontrolle überprüfen die Einhaltung von Fertigungsmaßen, Qualitäts-, Verarbeitungs- und Auszeichnungsvorschriften in den einzelnen Fertigungsstufen. Sie ermitteln und beanstanden Qualitätsmängel und überprüfen und erfassen Daten nach Maßgabe der betrieblichen Datenerfassung.

## Die Ausbildung
Modenäher ist mit zweijähriger Ausbildungsdauer die 1. Stufe der dreijährigen Stufenausbildung in der Bekleidungsindustrie. Eine erfolgreich abgeschlossene Ausbildung kann im dritten Ausbildungsjahr zum Modeschneider fortgesetzt werden.
In den Jahren 2013 und 2014 wurde der künftige Qualifikationsbedarf der Branche in einem Vorprojekt unter Leitung des Bundesinstituts für Berufsbildung untersucht. Im Ergebnis sollen beide Berufe, Modenäher und Modeschneider, modernisiert werden.